# Квинт Тулий Цицерон
Квинт Тулий Цицерон (на латински: Quintus Tullius Cicero; * 102 пр.н.е.; † 43 пр.н.е.) е политик на Римската република и по-младият брат на Марк Тулий Цицерон.

## Биография
През 62 пр.н.е. е претор и отстранява като такъв последните остатъци от Катилинския заговор. От 59 пр.н.е. до 58 пр.н.е. проконсул на провинция Азия. През 57 пр.н.е. служи като легат при Гней Помпей Магнус в Сардиния. От 54 пр.н.е. е легат на Гай Юлий Цезар в Галия. През 51 пр.н.е. той служи като легат на брат си в Киликия. В Гражданската война е първо на страната на Помпей и Цезар го помилва. Както брат му, през 43 пр.н.е. той, заедно със сина му Квинт, e проскрибиран и убит.
Вероятно от него е написан Commentariolum petitionis, съвети за брат му при неговото кандидатстване за консулат.
Квинт притежава къща на Carinae в Рим. През 54 пр.н.е. той реставрира храма на Телус. Женен е за Помпония, сестра на Тит Помпоний Атик, най-добрият приятел на брат му.